# Campeonato de Europa de Fútbol Americano de 2014
El Campeonato de Europa de Fútbol Americano de 2014 (oficialmente 2014 American Football European Championship) fue la decimotercera edición de la competencia regional a nivel de selecciones más importante de Europa.
Esta edición contó con tres sedes en Austria y se realizó del 30 de mayo al 7 de junio de 2014.
Se contó con 6 naciones afiliadas a la IFAF. El torneo también sirvió como clasificación a la Copa Mundial de Fútbol Americano de 2015. Alemania, Austria y Francia clasificaron al mundial.

## Elección del país anfitrión
En mayo de 2014, la EFAF elige a Austria como país anfitrión de la XIII edición del torneo. Austria llega de ser la sede del Campeonato C y B en el 2007 y 2009 respectivamente, al igual que la sede de la Copa Mundial de Futbol Americano 2011 que fueron realizados con un gran éxito y con gran respuesta de los aficionados.
La EFAF espera repetir el éxito generado en el último torneo al tener como sede el Estadio Ernst Happel un recinto que ha albergado múltiples finales de diferentes competencias con gran éxito.
| Candidaturas oficiales                                                     | Candidaturas oficiales            |
| Países                                                                     | Torneos organizados anteriormente |
| -------------------------------------------------------------------------- | --------------------------------- |
| Austria                                                                    | 1995                              |
| – Candidatura ganadora. – Candidatura desestimada. – Candidatura retirada. |                                   |

## Clasificación
La clasificación para Campeonato de Europa de Fútbol Americano de 2014 inició el 4 de agosto de 2012 y culminó el 7 de septiembre de 2013. Donde participaron diez selecciones afiliadas a la EFAF.
En este proceso de clasificación hace su debut un selección que se une en el grupo C: Bielorrusia.
La clasificación consta de dos torneos. El grupo C compitió en el 2012 con la selección debutante y los equipos del grupo C. El campeón del torneo, Serbia, ascendió al grupo B que compitió en el 2013. El torneo tuvo sede en Italia donde Dinamarca se proclamó campeón al derrotar a los anfitriones.
Final Torneo B
|           | 1  | 2  | 3 | 4  | Total |
| --------- | -- | -- | - | -- | ----- |
| Dinamarca | 14 | 14 | 7 | 14 | 49    |
| Italia    | 07 | 12 | 7 | 03 | 29    |

Las selecciones pertenecientes al grupo A clasifican automáticamente al torneo y Francia fue ascendido al grupo A al haber terminado en segundo lugar en el Campeonato B del 2004. Los clasificados automáticamente son:
- Austria Anfitrión
- Alemania Campeón actual
- Finlandia
- Suecia
- Francia

## Organización

### Formato de competencia
El torneo de desarrolla dividido en dos etapas: fase de grupos, final.
En la fase de grupos los seis equipos se dividen en dos grupos de tres equipos cada uno, cada equipo juega una vez contra sus rivales de grupo en un sistema de todos contra todos, los equipos son clasificados en su grupo según su récord de victorias.
Los dos mejores equipos de cada grupo avanzan a la final del torneo, los segundos mejores juegan por el 3.er lugar y los dos últimos juegan por el 5.º lugar.
Final
- Ganador grupo A vs Ganador grupo B

3.er Lugar
- Segundo grupo A vs Segundo grupo B

5.º Lugar
- Tercero grupo A vs Tercero grupo B

### Sedes
La Federación Austriaca de Fútbol Americano (AFBÖ) eligió tres ciudades anfitrionas: Sankt Pölten, Graz y Viena.
El Estadio Ernst Happel fue elegida como la sede principal de torneo y será el recinto donde se juegue la fase final.
| Sankt Pölten            | Graz                  | Viena                | Viena                      |
| ----------------------- | --------------------- | -------------------- | -------------------------- |
| NV Arena                | Stadion Graz-Liebenau | Estadio Ernst Happel | Centro de Football Ravelin |
| Capacidad: 8 000        | Capacidad: 15 400     | Capacidad: 51 000    | Capacidad: 888             |
|                         |                       |                      |                            |
| Viena Graz Sankt Pölten |                       |                      |                            |

### Calendario
El calendario del evento.
| Fase           | Fechas                       |
| -------------- | ---------------------------- |
| Fase de grupos | Del 30 de mayo al 4 de junio |
| Fase final     | Del 6 al 7 de junio          |

## Equipos participantes
En cursiva los países debutantes en la competición.
| Equipos participantes | Equipos participantes | Equipos participantes |
| --------------------- | --------------------- | --------------------- |
| Alemania              | Francia               | Dinamarca             |
| Austria               | Suecia                | Finlandia             |

Sorteo
En mayo de 2013 se realizó el sorteo del torneo dejando al anfitrión, Austria, y al campeón defensor, Alemania, como cabezas de grupo, después en el segundo bombo al 3.er y 4.º lugar del torneo pasado, Francia y Suecia respectivamente y en el bombo tres a Finlandia y el equipo que ascendió del grupo-B.
| Bombo 1                                             | Bombo 2              | Bombo 3                   |
| --------------------------------------------------- | -------------------- | ------------------------- |
| 1. Austria (Anfitrión) 2. Alemania (Campeón actual) | 3. Francia 4. Suecia | 5. Finlandia 6. Dinamarca |

## Resultados
- Las horas indicadas en los partidos corresponden al huso horario local de Alemania: Horario de verano de Europa central – CEST: (UTC+2).

### Fase de grupos
– Clasificado para la final.

#### Grupo A
| Selección | PJ | PG | PP | PF | PC |
| --------- | -- | -- | -- | -- | -- |
| Alemania  | 2  | 2  | 0  | 99 | 47 |
| Finlandia | 2  | 1  | 1  | 23 | 60 |
| Suecia    | 2  | 0  | 2  | 53 | 68 |

Calendario
|           | 1 | 2  | 3  | 4 | Total |
| --------- | - | -- | -- | - | ----- |
| Finlandia | 0 | 0  | 07 | 0 | 07    |
| Alemania  | 7 | 17 | 16 | 7 | 47    |

|           | 1 | 2 | 3  | 4 | Total |
| --------- | - | - | -- | - | ----- |
| Suecia    | 0 | 6 | 0  | 7 | 13    |
| Finlandia | 6 | 0 | 10 | 0 | 16    |

|          | 1  | 2  | 3  | 4  | Total |
| -------- | -- | -- | -- | -- | ----- |
| Alemania | 14 | 14 | 07 | 17 | 52    |
| Suecia   | 0  | 12 | 14 | 14 | 40    |

#### Grupo B
| Selección | PJ | PG | PP | PF | PC  |
| --------- | -- | -- | -- | -- | --- |
| Austria   | 2  | 2  | 0  | 77 | 016 |
| Francia   | 2  | 1  | 1  | 74 | 028 |
| Dinamarca | 2  | 0  | 2  | 07 | 114 |

Calendario
|           | 1  | 2 | 3  | 4 | Total |
| --------- | -- | - | -- | - | ----- |
| Dinamarca | 0  | 0 | 0  | 7 | 07    |
| Austria   | 14 | 7 | 21 | 7 | 49    |

|           | 1  | 2  | 3  | 4  | Total |
| --------- | -- | -- | -- | -- | ----- |
| Francia   | 13 | 28 | 14 | 10 | 65    |
| Dinamarca | 0  | 0  | 0  | 0  | 0     |

|         | 1  | 2 | 3  | 4 | Total |
| ------- | -- | - | -- | - | ----- |
| Austria | 14 | 0 | 14 | 0 | 28    |
| Francia | 0  | 3 | 0  | 6 | 09    |

### Fase final

##### 5.º Puesto
| en Centro de Fúbtol Ravelin, Viena - Día: 6 de junio de 2014 - Hora: 19:00 - Asistencia: 780 - Referee: - Reporte | \| \| 1 \| 2 \| 3 \| 4 \| Total \| \| --------- \| - \| - \| -- \| -- \| ----- \| \| Suecia \| 6 \| 3 \| 0 \| 15 \| 24 \| \| Dinamarca \| 0 \| 3 \| 14 \| 0 \| 17 \| |   |    |    |       |
| | 1 | 2 | 3  | 4  | Total |
| Suecia | 6 | 3 | 0  | 15 | 24    |
| Dinamarca | 0 | 3 | 14 | 0  | 17    |

##### 3.erPuesto
| en Estadio Ernst Happel, Viena - Día: 7 de junio de 2014 - Hora: 14:00 - Asistencia: - Referee: - Reporte | \| \| 1 \| 2 \| 3 \| 4 \| Total \| \| --------- \| - \| - \| -- \| -- \| ----- \| \| Francia \| 7 \| 7 \| 14 \| 07 \| 35 \| \| Finlandia \| 0 \| 7 \| 0 \| 14 \| 21 \| |   |    |    |       |
| | 1 | 2 | 3  | 4  | Total |
| Francia                                                                                                   | 7 | 7 | 14 | 07 | 35    |
| Finlandia                                                                                                 | 0 | 7 | 0  | 14 | 21    |

##### Final
| en Estadio Ernst Happel, Viena - Día: 7 de junio de 2014 - Hora: 19:00 - Asistencia: 27,000 - Referee: - Reporte | \| \| 1 \| 2 \| 3 \| 4 \| OT \| Total \| \| -------- \| -- \| - \| - \| - \| -- \| ----- \| \| Austria \| 0 \| 9 \| 0 \| 8 \| 10 \| 27 \| \| Alemania \| 14 \| 0 \| 0 \| 3 \| 13 \| 30 \| |   |   |   |    |       |
| | 1 | 2 | 3 | 4 | OT | Total |
| Austria | 0 | 9 | 0 | 8 | 10 | 27    |
| Alemania | 14 | 0 | 0 | 3 | 13 | 30    |

| Campeón de Europa 2014 |
| Bandera de Alemania    |
| Alemania               |
| 3.º título             |

## Estadísticas

### Tabla general
La clasificación general indica la posición que cada selección ocupó al finalizar el torneo.
| Pos. | Selección | Gr. | PJ | PG | PP | PA  | PC  |
| ---- | --------- | --- | -- | -- | -- | --- | --- |
| 1    | Alemania  | A   | 3  | 3  | 0  | 129 | 074 |
| 2    | Austria   | B   | 3  | 2  | 1  | 104 | 046 |
| 3    | Francia   | B   | 3  | 2  | 1  | 109 | 049 |
| 4    | Finlandia | A   | 3  | 1  | 2  | 044 | 095 |
| 5    | Suecia    | A   | 3  | 1  | 2  | 077 | 085 |
| 6    | Dinamarca | B   | 3  | 0  | 3  | 024 | 138 |

### Líderes del torneo
| Estadísticas Individuales | Estadísticas Individuales |
| ------------------------- | ------------------------- |
| Líder Corredor            |                           |
| Líder pasador             |                           |
| Líder en recepciones      |                           |
| Líder receptor            |                           |
| Líder anotador            | Danny Washington          |
| Líder goles de campo      |                           |
| Líder en tackleadas       |                           |
| Líder en capturas         |                           |
| Líder en intercepciones   |                           |
| Líder en fumbles          |                           |

## Premios y reconocimientos

### Jugador del partido
Este es un premio individual que se entrega al finalizar cada uno de los 9 partidos disputados, el cual reconocer al mejor jugador del partido de cada equipo.
| Jugador | Partido |
| ------- | ------- |
|         | 7:47    |
|         | 7:49    |
|         | 13:16   |
|         | 65:0    |
|         | 56:40   |
|         | 28:9    |
|         | 24:17   |
|         | 35:21   |
|         | 27:30   |

### Mejor jugador del torneo
El MVP es el premio al jugador más valioso del torneo. A lo largo de todo el torneo se analizan las capacidades de cada jugador para otorgar el reconocimiento al mejor jugador por sus actuaciones en la competencia.
| Premio | Jugador | Selección |
| ------ | ------- | --------- |
| MVP    |         |           |

### Equipo del torneo
| Posición | Nombre | Nación |
| -------- | ------ | ------ |
| QB       |        |        |
| RB       |        |        |
| RB       |        |        |
| WR       |        |        |
| WR       |        |        |
| WR       |        |        |
| OT       |        |        |
| OG       |        |        |
| OC       |        |        |
| OG       |        |        |
| OT       |        |        |
| DE       |        |        |
| DT       |        |        |
| DT       |        |        |
| DE       |        |        |
| LB       |        |        |
| LB       |        |        |
| LB       |        |        |
| CB       |        |        |
| CB       |        |        |
| S        |        |        |
| S        |        |        |
| K/P      |        |        |
| Ret      |        |        |
| COACH    |        |        |

| Posición | Nombre | Nación |
| -------- | ------ | ------ |
| QB       |        |        |
| RB       |        |        |
| RB       |        |        |
| WR       |        |        |
| WR       |        |        |
| WR       |        |        |
| OT       |        |        |
| OG       |        |        |
| OC       |        |        |
| OG       |        |        |
| OT       |        |        |
| DE       |        |        |
| DT       |        |        |
| DT       |        |        |
| DE       |        |        |
| LB       |        |        |
| LB       |        |        |
| LB       |        |        |
| CB       |        |        |
| CB       |        |        |
| S        |        |        |
| S        |        |        |
| K/P      |        |        |
| Ret      |        |        |
| COACH    |        |        |